# 59. Sinfonie (Haydn)
Die Sinfonie A-Dur Hoboken-Verzeichnis I:59 komponierte Joseph Haydn um 1768 während seiner Anstellung als Kapellmeister beim Fürsten Nikolaus I. Esterházy. Sie trägt den nicht von Haydn stammenden Titel „Feuersinfonie“.

## Allgemeines

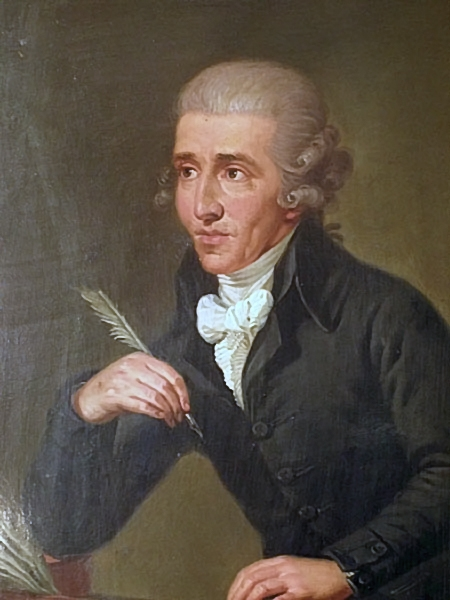
Joseph Haydn (Gemälde von Ludwig Guttenbrunn, um 1770)

Die Sinfonie Nr. 59 komponierte Haydn wahrscheinlich im Jahr 1768 während seiner Anstellung als Kapellmeister beim Fürsten Nikolaus I. Esterházy. Kennzeichnend für die Sinfonie sind die starke motivische Arbeit (insbesondere im ersten und vierten Satz) sowie heftige dynamische Gegensätze (insbesondere im ersten und zweiten Satz). Bemerkenswert ist auch die Verwendung desselben Themas im zweiten wie im dritten Satz. Insgesamt fällt die Sinfonie durch ihren „dramatisch-extravertierten Charakter“ auf, weshalb teilweise vermutet wurde, das Werk sei als Bühnenmusik gedacht gewesen. Die Haydn-Werkausgabe (Stand 2008) fasst hierzu zusammen:

„Bereits Carl Ferdinand Pohl nahm an, daß die Sinfonie ursprünglich Teil einer Musik war, die Haydn für das Schauspiel „Die Feuersbrunst“ geschrieben und später dann als selbständiges Werk veröffentlicht habe. Doch wurde das 1773 entstandene Theaterstück von  Gustav Friedrich Wilhelm Großmann erst am 4. April 1778 von der Theatergruppe Pauli und Meyer in Esterháza aufgeführt, so daß ein Zusammenhang mit der Sinfonie auszuschließen ist. Pohl stellte diesen aber wohl vor allem aufgrund des Beinamens her, den die Sinfonie in den Katalogen von Aloys Fuchs trägt. Sie ist dort mit „Feuer Sinfonie / La Tempesta“ bzw. „La Tempesta / Feuer-Sinfonie genannt“ bezeichnet, dementsprechend heißt sie auch bei Pohl „Feuer-Symphonie“. In der Werküberlieferung läßt sich weder dieser Beiname noch „La Tempesta“ nachweisen, lediglich das Wort „Feuer“ findet sich als ein eher unscheinbarer Vermerk auf einer Dublette von Violino I in einer Wiener Stimmenabschrift von eher geringem Quellenwert. Ob dieser Vermerk die Namensgebung bei Fuchs angeregt hat, ist fraglich, und ebenso muß offenbleiben, woher Fuchs den Titel „La Tempesta“ kannte.“

Der vierte Satz der Sinfonie Nr. 59 ist in B-Dur auch als Finale des dreisätzigen Sinfonie-Pasticcios Hob. I/B2 überliefert. Die ersten beiden Sätze dieses Werkes stammen aus der Sinfonie B-Dur MH 82 von Michael Haydn.

## Zur Musik
Besetzung: zwei Oboen, zwei Hörner, zwei Violinen, Viola, Cello, Kontrabass. Zur Verstärkung der Bass-Stimme wurden damals auch ohne gesonderte Notierung Fagott und Cembalo-Continuo eingesetzt, wobei über die Beteiligung eines Cembalos in Haydns Sinfonien unterschiedliche Auffassungen bestehen.
Aufführungszeit: ca. 20 Minuten (je nach Einhalten der vorgeschriebenen Wiederholungen).
Bei den hier benutzten Begriffen der Sonatensatzform ist zu berücksichtigen, dass dieses Schema in der ersten Hälfte des 19. Jahrhunderts entworfen wurde (siehe dort) und von daher nur mit Einschränkungen auf die Sinfonie Nr. 59 übertragen werden kann. – Die hier vorgenommene Beschreibung und Gliederung der Sätze ist als Vorschlag zu verstehen. Je nach Standpunkt sind auch andere Abgrenzungen und Deutungen möglich.

### Erster Satz: Presto
A-Dur, 4/4-Takt, 124 Takte
Der ganze Satz ist durch intensive motivische Arbeit sowie durch starke dynamische Gegensätze gekennzeichnet. Dies wird bereits am Satzanfang deutlich:
- Auftaktartiger Oktavsprung abwärts in der 1. Violine (Motiv 1a),
- darauf folgend eine zwei Takte lange energische Tonrepetition der 1. Violine auf A in Staccato-Achteln, dann Sechzehnteln (Motiv 1b),
- mit Beginn des dritten Viertelschlages im ersten Takt Basslauf, ebenfalls Staccato.

Takt 3 besteht nur aus Motiv 1b, gestützt von zwei Akkordschlägen, Takt 4 und 5 wiederholen leicht variiert die beiden Eingangstakte.
In scharfem Kontrast folgt in Takt 5 eine ruhige Piano-Kadenz nach E-Dur der Streicher mit halben Noten bis Takt 9 (Motiv 2). Nach einer Generalpause beginnt Motiv 1 erneut, bricht aber kurzfristig ab und geht in eine Passage mit Wechsel von A-Dur (Tonika) und E-Dur (Dominante) über, wobei ein Motiv aus Auftakt und dreifacher Tonrepetition wiederholt wird, das man sich aus Motiv 1a und Motiv 1b abgeleitet denken kann. Dieses Motiv spielt für den weiteren Satzverlauf eine wichtige Rolle und kann als Motiv 3a bezeichnet werden.
In Takt 15 ist die Dominante E-Dur erreicht. Bis Takt 26 folgt nun die Verarbeitung von Motiv 3a durch Sequenzierung in den Violinen sowie im Bass. Zudem wird aus dem an sich halbtaktigen Motiv durch Wiederholung sowie einen eintaktigen Legato-Zusatz (Takt 17, Motiv 3b) ein zweitaktiges Motiv (zusammen: Motiv 3).
Die folgende pendelartige Piano-Figur in der 1. Violine (Motiv 4, auch dieses wäre noch weiter teilbar) mündet in einen überraschenden, auf dem E-Dur-Septakkord basierenden virtuosen Lauf aufwärts im Forte. Es folgen zwei verschiedene Triolenmotive im Forte, die jeweils wiederholt werden (Motiv 5: eintaktig, Motiv 6: zweitaktig).
Als Schlussgruppe (Takt 40–49) können die beiden folgenden Motive im Piano angesehen werden: Motiv 7 aus Legato-Vierteln und Triolen sowie – die Exposition im Pianissimo abschließend – eine Variante von Motiv 2. Die vorher aufgebaute Spannung löst sich dadurch in langsamer Ruhe auf.
Die Durchführung beginnt jedoch – im Kontrast zur Schlussgruppe der Exposition – wieder mit den energischen Forte-Tonrepetitionen von Motiv 3a, das den weiteren Verlauf dominiert: Es erscheint sowohl in den Violinen wie im Bass, als Umkehrung und wird bspw. nach D-Dur, H-Dur und e-Moll sequenziert. Daneben treten auch Motiv 3b sowie der erste Takt von Motiv 1 auf. Bemerkenswert ist insbesondere der in fis-Moll beginnende Abschnitt Takt 61 ff. mit Motiv 3a in Gegenbewegung von Violinen und Bass, wobei in den Violinen der ursprünglich auftaktige Oktavsprung (Motiv 1b) nun abtaktig einsetzt (zudem noch im Wechsel von Oktavsprung aufwärts und abwärts). Dadurch entsteht eine rhythmische Verdichtung.
In Takt 66 ist mit Erreichen eines cis-Moll-Septakkordes die Verarbeitung von Motiv 3 beendet. Der nun auf eine Generalpause folgende Abschnitt bis zur Reprise ist durch Triolen geprägt, erinnert etwas an Motiv 4 und ist teilweise als Dialog zwischen 1. und 2. Violine gearbeitet. Haydn moduliert über fis-Moll, E-Dur, A-Dur und D-Dur (wieder) nach E-Dur, das dominantisch den Repriseneintritt auf A-Dur ankündigt.
Die Reprise ist ähnlich der Exposition strukturiert, allerdings ergeben sich einige Abweichungen: Motiv 2 endet beim ersten Auftritt wie in der Exposition auf E-Dur, nun aber als Septakkord und mit Fermate, zudem ist es um zwei Takte verlängert; Motiv 3a setzt anschließend ohne Auftakt ein; die Sequenzierung von Motiv 3a erfolgt in Takt 95 ff. im Bass und nicht in den Violinen, Motiv 5 ist durch ein Motiv 6 ähnliche Figur ersetzt. Durchführung und Reprise werden ebenso wie die Exposition wiederholt.

### Zweiter Satz: Andante o piú tosto allegretto
a-Moll / A-Dur, 3/4-Takt, 149 Takte
Der Satz beginnt in a-Moll und ist bis zum Wechsel nach A-Dur (Takt 97) nur für Streicher gehalten. Das Andante bildet vom Charakter her einen starken Kontrast zum vorangehenden Presto. Im ersten Thema (Takt 1–16) spielen beide Violinen parallel eine getragene Melodie aus gleichmäßigen Vierteln mit punktiertem Rhythmus am Ende des Vordersatzes und im Nachsatz. Ehe der Nachsatz einsetzt, wird der Vordersatz eine Oktave höher wiederholt. Der ganze Abschnitt steht durchweg im Piano und schließt durch eine kurze Generalpause.
Anschließend folgt ein kurzer Überleitungsabschnitt (Takt 16–20) aus durch Achtelpausen unterbrochenen Unisono-Läufen im Forte, der zur Tonikaparallele C-Dur wechselt. Nach zwei weiteren Viertelschlägen Generalpause folgt das sehr sangliche zweite Thema in C-Dur mit stimmführender 1. Violine. Vorder- und Nachsatz des Themas werden jeweils variiert wiederholt.
Wiederum durch eine Pause unterbrochen, schließt dann (ab Takt 36) überraschenderweise der verkürzte Vordersatz vom ersten Thema im C-Dur-Forte an, beantwortet von einem neuen „Nachsatz“ im Piano. Dieser geht über in eine längere Passage mit weit geschwungenen Legato-Bewegungen der Violinen, die durch Chromatik und charakteristische Dissonanzen angereichert sind (Takt 45–69). Mit einfachen Vorhalts-Floskeln endet der erste Teil des Satzes in Takt 73. Er wird wiederholt.
Der zweite Teil des Satzes, der nicht wiederholt wird, bringt zunächst den neuen „Nachsatz“ analog Takt 40 ff. in C-Dur und geht ab Takt 80 in die Legato-Bewegung entsprechend Takt 45 ff. über. Dabei wechselt Haydn von C-Dur nach e-Moll. Über dem anschließenden, zwölf Takte langen Orgelpunkt auf E spielt die 1. Violine das erste Thema in a-Moll, das im Nachsatz aber dominantisch auf E-Dur schließt (Takt 96). Bezüglich der Struktur folgt nun eine Wiederholung der Exposition ab dem zweiten Thema, wobei jedoch die Klangfarbe z. T. stark abweicht. Je nach Sichtweise könnte man den Schnitt auch bereits in Takt 86 mit dem Auftritt des ersten Themas in a-Moll über dem Orgelpunkt sehen. Die Grundtonart wechselt von a-Moll nach A-Dur, in dem in Takt 97 ff. das zweite Thema mit Begleitung der jetzt erstmals eingesetzten Bläser erklingt. Der „Repriseneintritt“ erscheint durch diese Techniken verschleiert.
Ab Takt 113 wechselt die Klangfarbe kurzfristig wieder mit dem Auftritt des Vordersatzes vom ersten Thema im a-Moll-Forte. Zur Verstärkung des Kontrastes zum vorangehenden Dur-Abschnitt spielen die Hörner dazu eine Fanfare im Fortissimo:

„Beim letzten verkürzten Auftreten des ersten Themas (...) fallen völlig überraschend die beiden Hörner in höchster Lautstärke mit einem kurzen Signalruf ein, ohne dass dieser vehemente Einbruch irgendwelche Folgen für den weiteren Verlauf des Satzes hätte. Die Stelle ist so ungewöhnlich und rätselhaft, dass man unbedingt eine programmatische Absicht dahinter vermuten möchte, und es ist in diesem Zusammenhang daran zu erinnern, dass die Sinfonie möglicherweise als Ouvertüre, vielleicht auch teilweise als Bühnenmusik, für ein Schauspiel entstanden sein könnte und sie ihren Titel „Feuersinfonie“ wahrscheinlich von daher bekam. Sollte aber das Hornsignal aus einer szenischen Situation zu erklären sein, so ist es immerhin seltsam, dass Haydn diese Stelle bei der Umgestaltung zur Sinfonie unverändert übernahm.“

Als Nachsatz (im A-Dur-Piano!) wird wie in der Exposition das Motiv aus Takt 40 ff. benutzt. Es schließt sich die Legato-Passage (Takt 121 ff.) und die Schlussfloskel an.

### Dritter Satz: Minuetto
A-Dur, 3/4-Takt, mit Trio 66 Takte
Als Hauptmotiv verwendet Haydn eine Variante des Vordersatzes vom ersten Thema des Andante, wobei der Kontrast zum vorigen Satz durch das Auftreten in Dur und im Unisono-Forte verstärkt wird. Der Nachsatz im Piano basiert auf einer absteigenden Bewegung in der 1. Violine, die als wiederholte Pendelfigur ausläuft. Im zweiten Teil tritt das Hauptmotiv mehrmals hintereinander in jeweils anderer Klangfarbe auf. Die in Takt 29 auf D-Dur beginnende Rückführung führt jedoch nicht zur reprisenartigen Wiederholung des Hauptthemas, sondern endet in der Pendelbewegung vom ersten Teil.
Das Trio steht in a-Moll und ist nur für Streicher im Piano gehalten. Es ist durch eine „nuschelnde“, abgesetzte Achtelbewegung der im Terzabstand parallel geführten Violinen geprägt, die zu Beginn des ersten Trioteils imitatorisch einsetzen.

### Vierter Satz: Allegro assai
A-Dur, 2/2-Takt (alla breve), 151 Takte
Der Satz beginnt mit einem signalartigen Motiv in den Hörnern aus drei in Ganztönen aufsteigenden ganzen Noten (Motiv 1 oder Hauptmotiv, Takt 1–3), das von einem weiteren Motiv aus Viertelnoten in den Oboen beantwortet wird (Motiv 2, Takt 3–5). Motiv 2 endet zunächst „offen“ auf der Dominante E-Dur, bei der anschließenden Wiederholung beider Motive „geschlossen“ auf der Tonika A-Dur. Dann greifen die Hörner zum dritten Mal das Signalmotiv mit Triller verziert auf und beantworten es anstelle der Oboen selbst mit einem neuen Motiv, ebenfalls aus Viertelnoten (Motiv 3). Das Hornsignal am Anfang ähnelt dem Beginn des Finales aus der Sinfonie Nr. 103. Im folgenden Abschnitt bis Takt 26 setzen auch die Streicher ein: zunächst die beiden Violinen, jeweils abwechselnd mit Motiv 1 und einem Kontrapunkt dazu (Motiv 4), anschließend (Takt 17 ff.) auch der Bass in einer Passage, die das Hauptmotiv verlässt und zur Dominante E-Dur moduliert.
Im zweiten „Thema“ (Takt 27 ff., je nach Sichtweise auch nicht als Thema, sondern als weiteres Motiv zu werten) ist die Oboe mit ihrer durchlaufenden Melodie stimmführend, zu der die Violinen im Achteltremolo parallel gesetzt sind. In Takt 38 endet die Bewegung auf einem H-Dur-Septakkord, an den sich nach einer Viertelpause gebrochene Akkorde in den Violinen sowie weitere Akkordmelodik anschließen. Die Schlussgruppe (Takt 49 ff.) ist durch ein Motiv in den solistisch geführten Oboen (Motiv 5) sowie dessen „Antwort“ im Forte-Tutti geprägt.
Die Durchführung (Takt 58–83) basiert auf polyphoner Verarbeitung von Motiv 1 und einem neuen Kontrapunkt (Motiv 6), der aus Motiv 2 abgeleitet ist. Motiv 1 tritt dabei auch in seiner Umkehrung auf. Diese dicht gearbeitete Passage klingt über einem achttaktigen Orgelpunkt auf E aus.
Der Reprisenbeginn ist im Verhältnis zur Exposition mehrstimmig und setzt quasi die polyphone Durchführung fort. Motiv 1 wird nun von den Streichern (nicht den Hörnern) gespielt, und das von den Oboen gespielte Motiv 6 (anstelle von Motiv 2) ist von Motiv 1 im Bass unterlegt. Mit dem Eintritt des zweiten Themas in Takt 100 entspricht der weitere Verlauf dem der Exposition. Die Coda (ab Takt 130) greift zunächst das erste Thema in derselben Form und Besetzung wie am Satzbeginn auf, ergänzt dies aber noch echohaft mit einer dreifachen Wiederholung von Motiv 3 in den Streichern, den Oboen und zuletzt in den Hörnern. Der Satz schließt mit zwei kräftigen Akkorden (Dominante – Tonika). Durchführung und Reprise werden wie die Exposition wiederholt.